# حکومت سیاه
حکومت سیاه (به انگلیسی: Black Reign) آلبومی از اونجد سون‌فولد است که در ۲۱ سپتامبر ۲۰۱۸ منتشر شد.